# Répáshuta
Répáshuta (szlovákul: Repašská Huta) község Borsod-Abaúj-Zemplén vármegyében, a Miskolci járásban.

## Fekvése
A Bükki Nemzeti Park középső részén található, a vármegyeszékhely Miskolctól 20 kilométerre nyugatra, Egertől 30 kilométerre északkeletre.
A két legközelebbi település: Bükkszentkereszt 11 kilométerre keletre és Felsőtárkány 23 kilométerre délnyugatra. Határos még észak felől Miskolc legnyugatibb külterületeivel, délkelet felől Kisgyőrrel, dél felől Cserépfaluval, délnyugat felől Bükkzsérccel, északnyugat felől pedig Nagyvisnyóval is.

### Megközelítése
Csak közúton közelíthető meg, a Miskolcot Eger térségével összekötő 2505-ös útról letérve, a 2512-es úton. Külterületeit délen érinti még a 2511-es út is.
Autóbusszal az 1383-as és a 3755-ös járatokkal érhetjük el a települést.

## Története
A területet a sűrű erdő, a terméketlen talaj és a víz hiánya miatt sokáig emberi letelepedésre alkalmatlannak tartották. A 18. század végén alapították szlovák, ruszin és német üveghutások, amint azt a neve is jelzi. Egyike volt a négy bükki üveghuta-településnek Bükkszentlászló, Bükkszentkereszt és Gyertyánvölgy mellett. Lakói foglalkoztak szén- és mészégetéssel és fakitermeléssel is. A község a 19. század és a 20. század fordulóján költözött egy másik völgyből a jelenlegi helyére, amikor az üveggyártó manufaktúrák megszűntek.
Szlovák gyökereit mai napig őrzi.

## Közélete

### Polgármesterei
- 1990–1994: Mátrai Károly (független)[4]
- 1994–1998: Mátrai Károly (független)[5]
- 1998–2002: Mátrai Károly (független szlovák kisebbségi)[6]
- 2002–2006: Mátrai Károly (független szlovák kisebbségi)[7]
- 2006–2010: Mátrai Károly (független)[8]
- 2010–2014: Mátrai Károly (független)[9]
- 2015–2019: Erdős Tamás (független)[10]
- 2019–2024: Erdős Tamás (független)[11]
- 2024– : Erdős Tamás (független)[1]

A településen a 2014. október 12-i önkormányzati választás keretében nem lehetett polgármester-választást tartani, mert a településvezetői posztért senki sem jelöltette magát. Az emiatt szükségessé váló időközi választáson – amit 2015. február 1-jén tartottak meg – már öt jelölt indult, akik közül a független Erdős Tamás kimagasló, 75,86 %-os eredménnyel (220 szavazattal) szerezte meg a győzelmet.

## Népesség
A település népességének változása:
| Lakosok száma | 456  | 445  | 424  | 410  | 424  | 434  | 439  |
|               | 2013 | 2014 | 2015 | 2021 | 2022 | 2023 | 2024 |

2001-ben a település lakosságának 51%-a magyar, 49%-a szlovák nemzetiségűnek vallotta magát.
A 2011-es népszámlálás során a lakosok 95,5%-a magyarnak, 0,2% cigánynak, 0,2% németnek, 48,1% szlováknak mondta magát (4,5% nem nyilatkozott; a kettős identitások miatt a végösszeg nagyobb lehet 100%-nál). A vallási megoszlás a következő volt: római katolikus 75,1%, református 3,8%, görögkatolikus 0,2%, felekezeten kívüli 9,7% (9% nem válaszolt).
2022-ben a lakosság 96,9%-a vallotta magát magyarnak, 47,2% szlováknak, 0,5% görögnek, 0.2% szlovénnek, 0,2% cigánynak, 0,5% egyéb, nem hazai nemzetiségűnek (2,6% nem nyilatkozott; a kettős identitások miatt a végösszeg nagyobb lehet 100%-nál). Vallásuk szerint 49,8% volt római katolikus, 3,1% református, 1,4% görög katolikus, 1,7% egyéb keresztény, 7,8% felekezeten kívüli (35,8% nem válaszolt).

## Nevezetességei
- Balla-barlang
- Tájház
- Rejteki tanösvények
- Tárnics tanösvény
- Bükki Csillagda
- Bolygótúra Tanösvény
- Kőbalta Tanösvény

A község mellett sípálya található és a Rejtek-kutatóházban erdei iskola is működik.

## Képgaléria

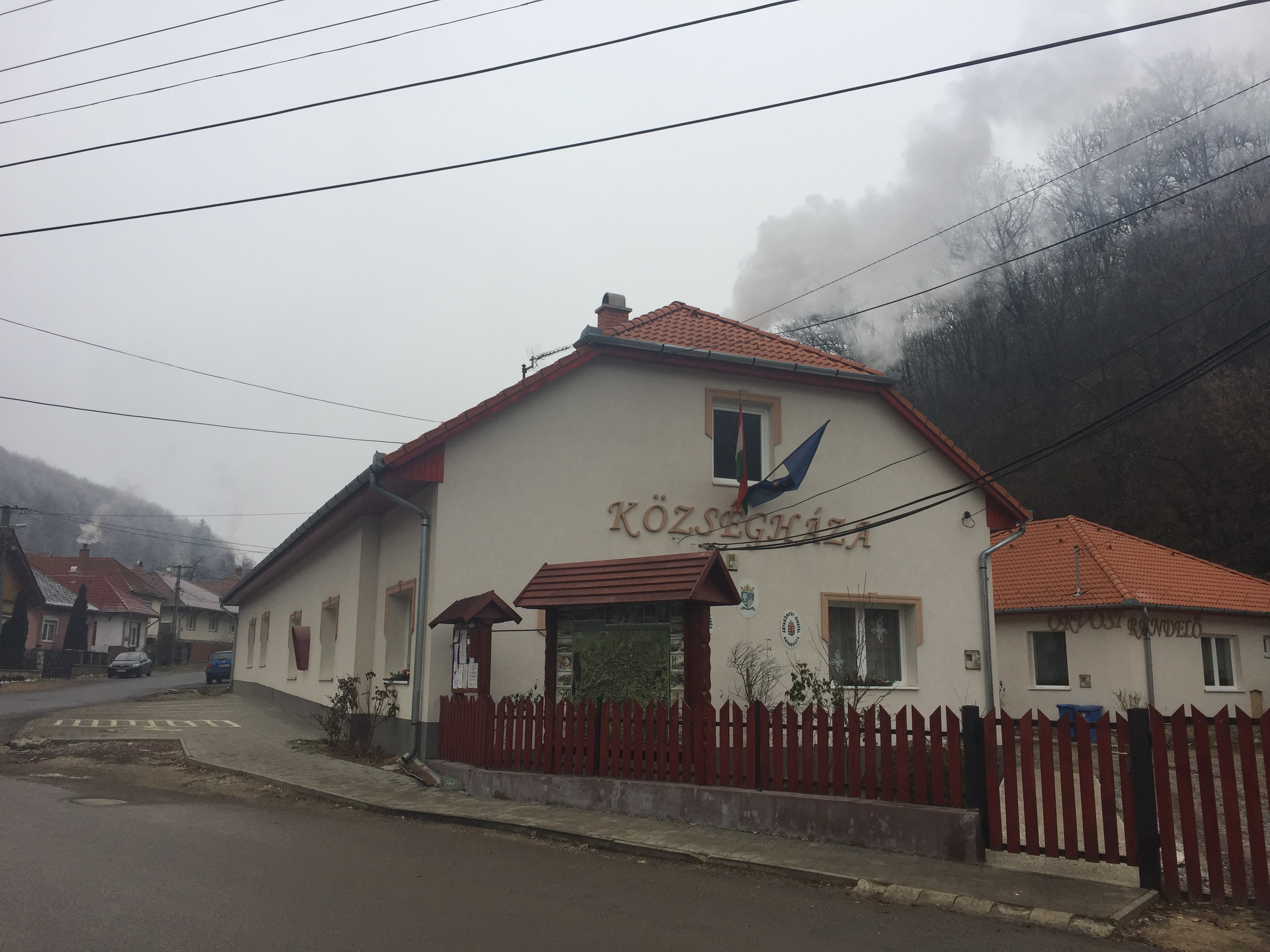
Községháza
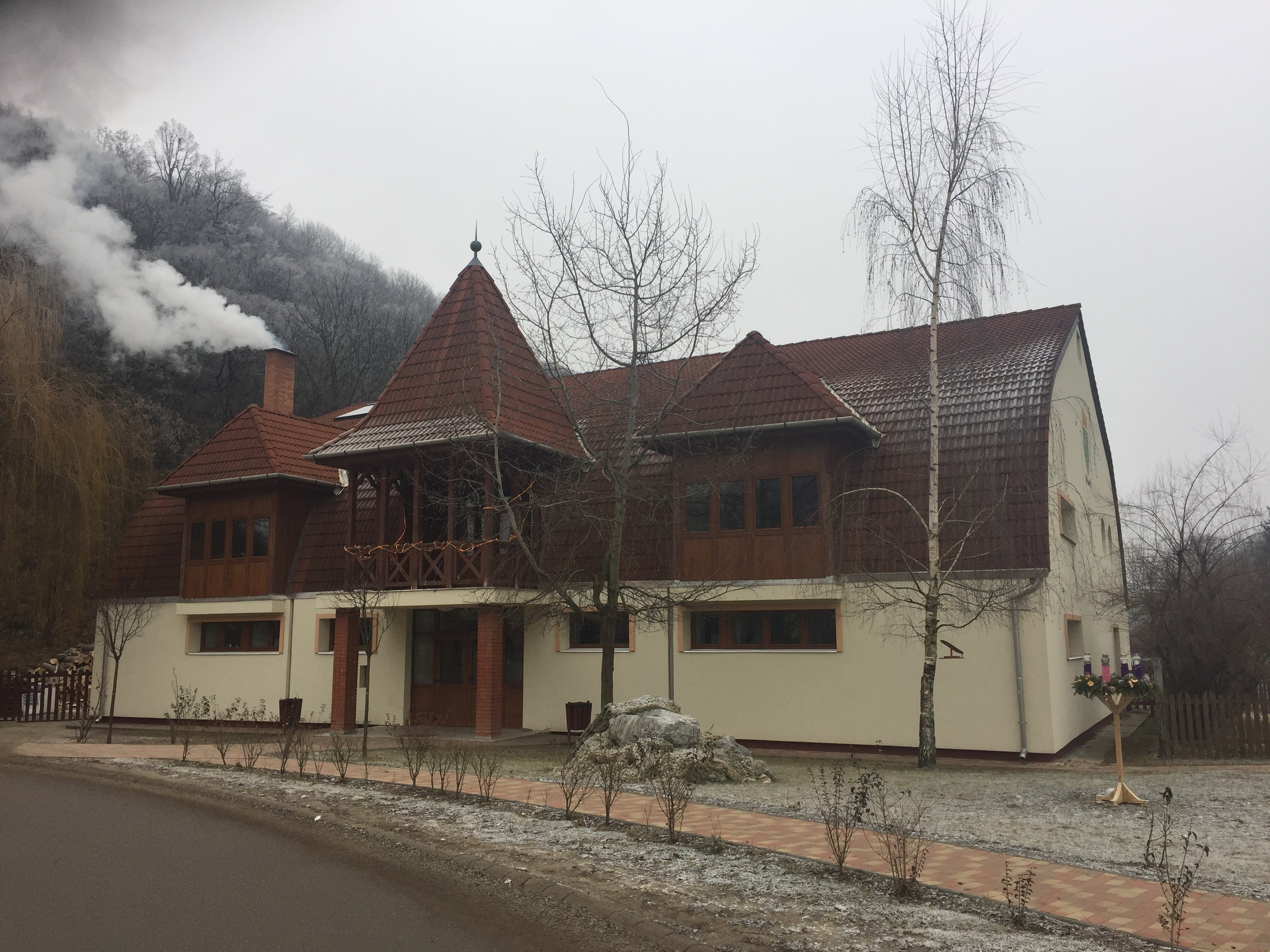
Művelődési Ház
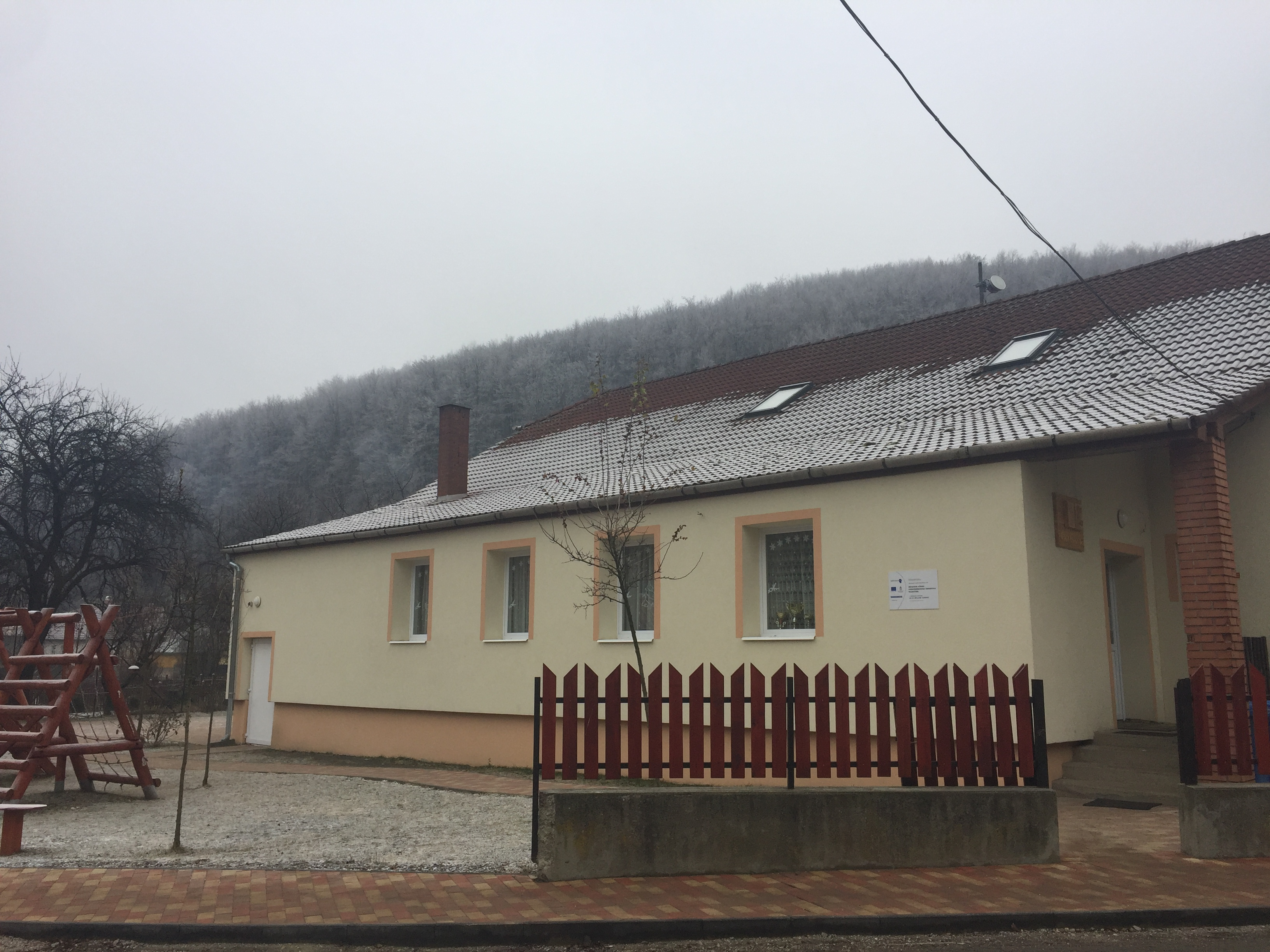
Ökoiskola
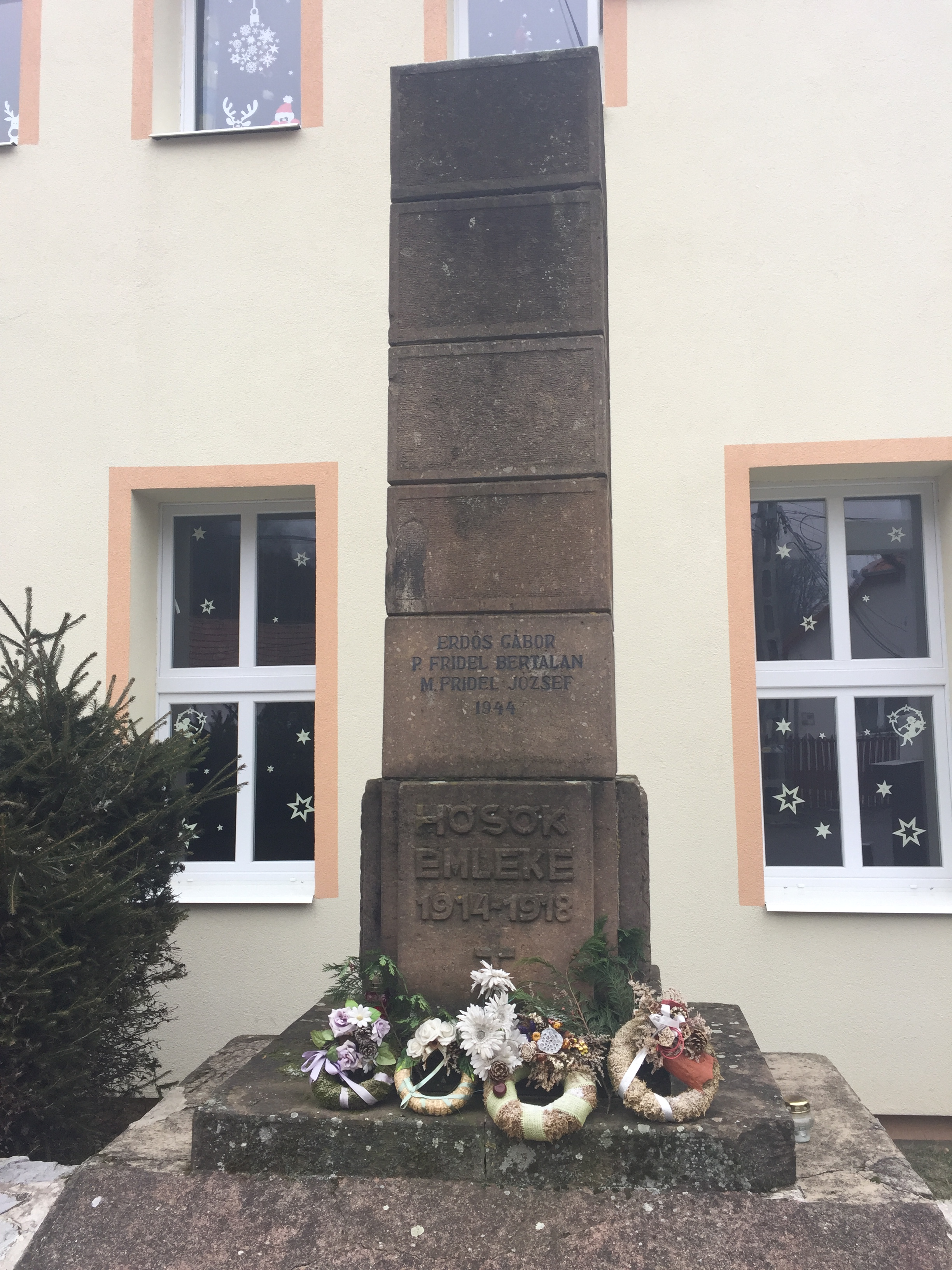
Világháborús emlékmű
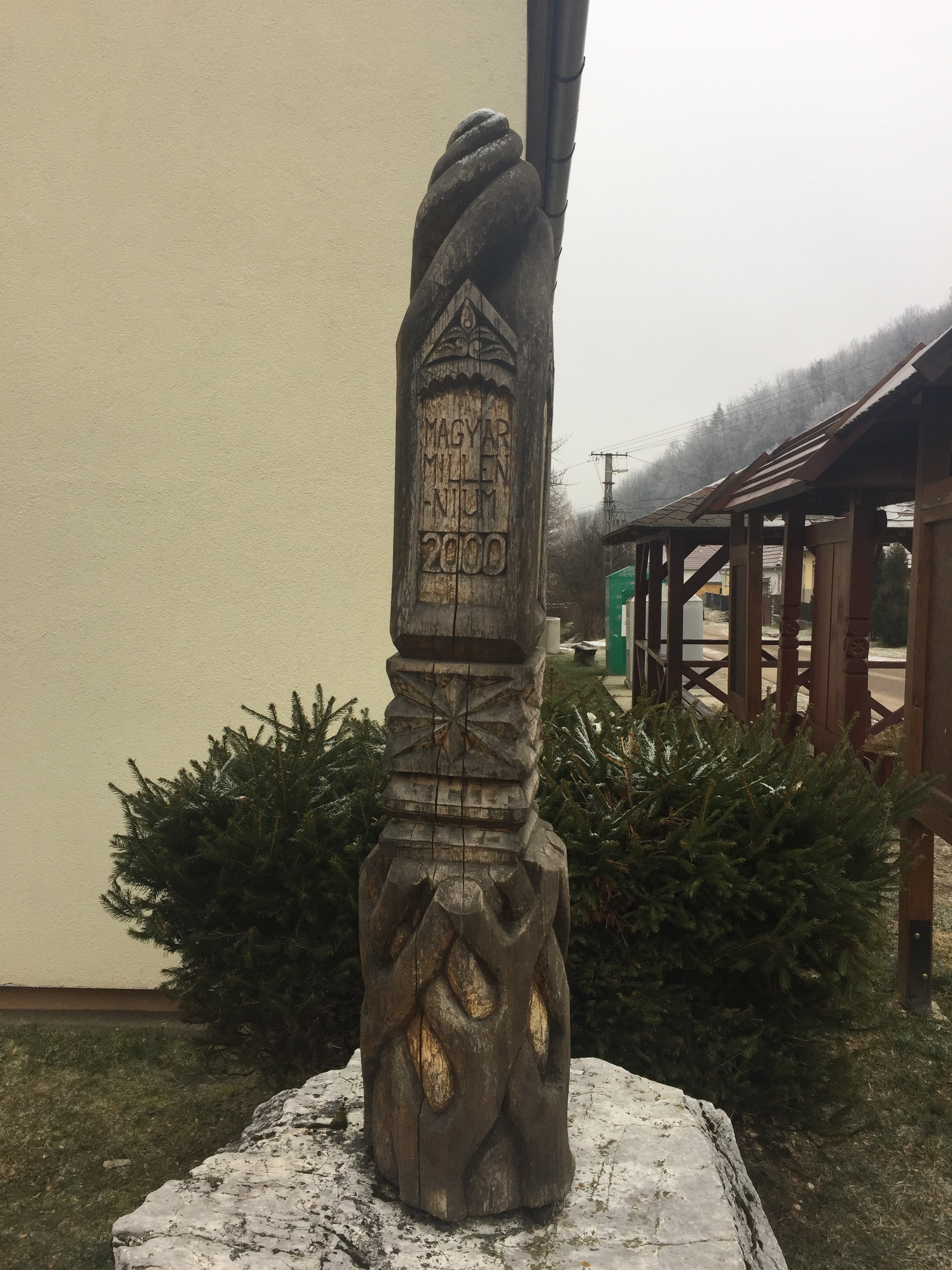
Millenniumi emlék kopjafa